# جان گیبونز
جان گیبونز (انگلیسی: John Gibbons; ۸ آوریل ۱۹۲۵ – ۳۱ ژانویهٔ ۲۰۲۱) یک بازیکن فوتبال اهل بریتانیا بود.
وی در ۳۱ ژانویه ۲۰۲۱ بر اثر ابتلا به کرونا درگذشت.